# Chabanière
Chabanière es una comuna nueva francesa situada en el departamento de Ródano, de la región de Auvernia-Ródano-Alpes.

## Historia
Fue creada el 1 de enero de 2017, en aplicación de una resolución del prefecto de Ródano de 5 de octubre de 2016 con la unión de las comunas de Saint-Didier-sous-Riverie, Saint-Maurice-sur-Dargoire y Saint-Sorlin, pasando a estar el ayuntamiento en la antigua comuna de Saint-Maurice-sur-Dargoire.

## Demografía
| Gráfica de evolución demográfica de Chabanière entre 1800 y 2013 |
|                                                                  |

Los datos entre 1800 y 2013 son el resultado de sumar los parciales de las tres comunas que forman la nueva comuna de Chabanière, cuyos datos se han cogido de 1800 a 1999, para las comunas de Saint-Didier-sous-Riverie, Saint-Maurice-sur-Dargoire y Saint-Sorlin de la página francesa EHESS/Cassini. Los demás datos se han cogido de la página del INSEE.

## Composición
| Comuna delegada            | Código INSEE | Población (2013) | Superficie (km²) | Densidad (hab./km²) |
| -------------------------- | ------------ | ---------------- | ---------------- | ------------------- |
| Saint-Didier-sous-Riverie  | 69195        | 1191             | 13.9             | 86                  |
| Saint-Maurice-sur-Dargoire | 69228        | 2276             | 16.27            | 140                 |
| Saint-Sorlin               | 69237        | 580              | 4.7              | 123                 |